# Provincia di San José
La provincia di San José è una delle sette province della Costa Rica che ha per capoluogo San José. È ubicata nell'altopiano centrale del paese (Valle Centrale), circondata da montagne, vulcani e terreni fertili. Confina a nord con la provincia di Heredia e Alajuela, a est con la provincia di Cartago e Limón, a ovest e al sud con la provincia di Puntarenas.

## Geografia fisica

### Clima
La temperatura media si aggira intorno ai 24 °C tutto l'anno, il clima è gradevole e con scarse piogge. L'altitudine media è di 1.161 metri sul livello del mare.

## Geografia antropica

### Suddivisioni amministrative
La provincia di San José è divisa in 20 cantoni:
- Acosta
- Alajuelita
- Aserrí
- Curridabat
- Desamparados
- Dota
- Escazú
- Goicoechea
- León Cortés
- Montes de Oca
- Mora
- Moravia
- Pérez Zeledón
- Puriscal
- San José
- Santa Ana
- Tarrazú
- Turrubares
- Tibás
- Vázquez de Coronado

## Criminalità
- Dal 1986 al 1996 la zona venne funestata da una lunga serie di omicidi irrisolti attribuiti a un serial killer mai identificato soprannominato El Psicópata. Le sue vittime erano solitamente donne sole o coppie eterosessuali che venivano aggredite in zone isolate e di notte, specialmente nell'area tra Cartago, Curridabat e Desamparados, che fu all'epoca definita il "triangolo della morte".[1]